# Medevi brunn

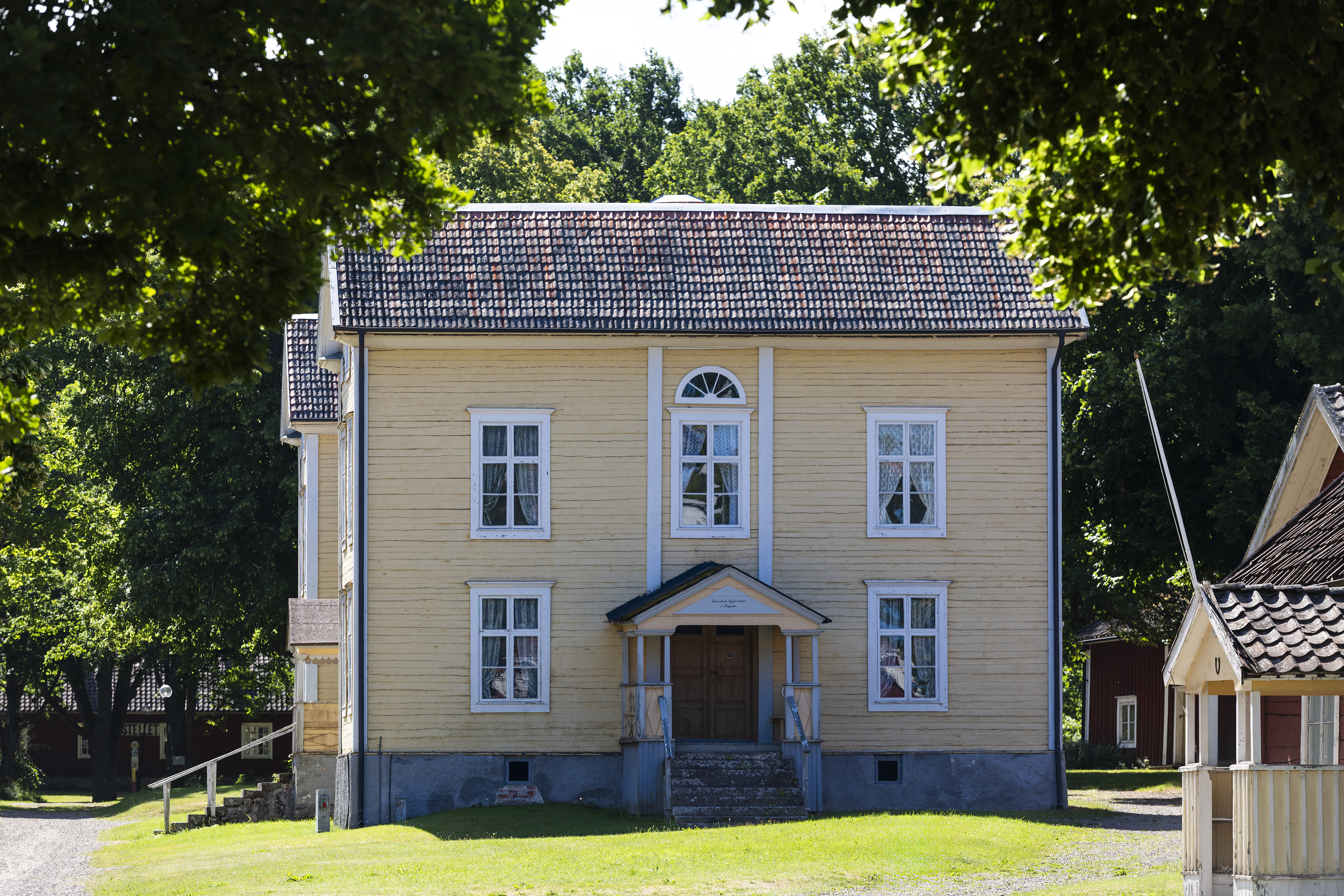
Byggnad på Medevi brunn

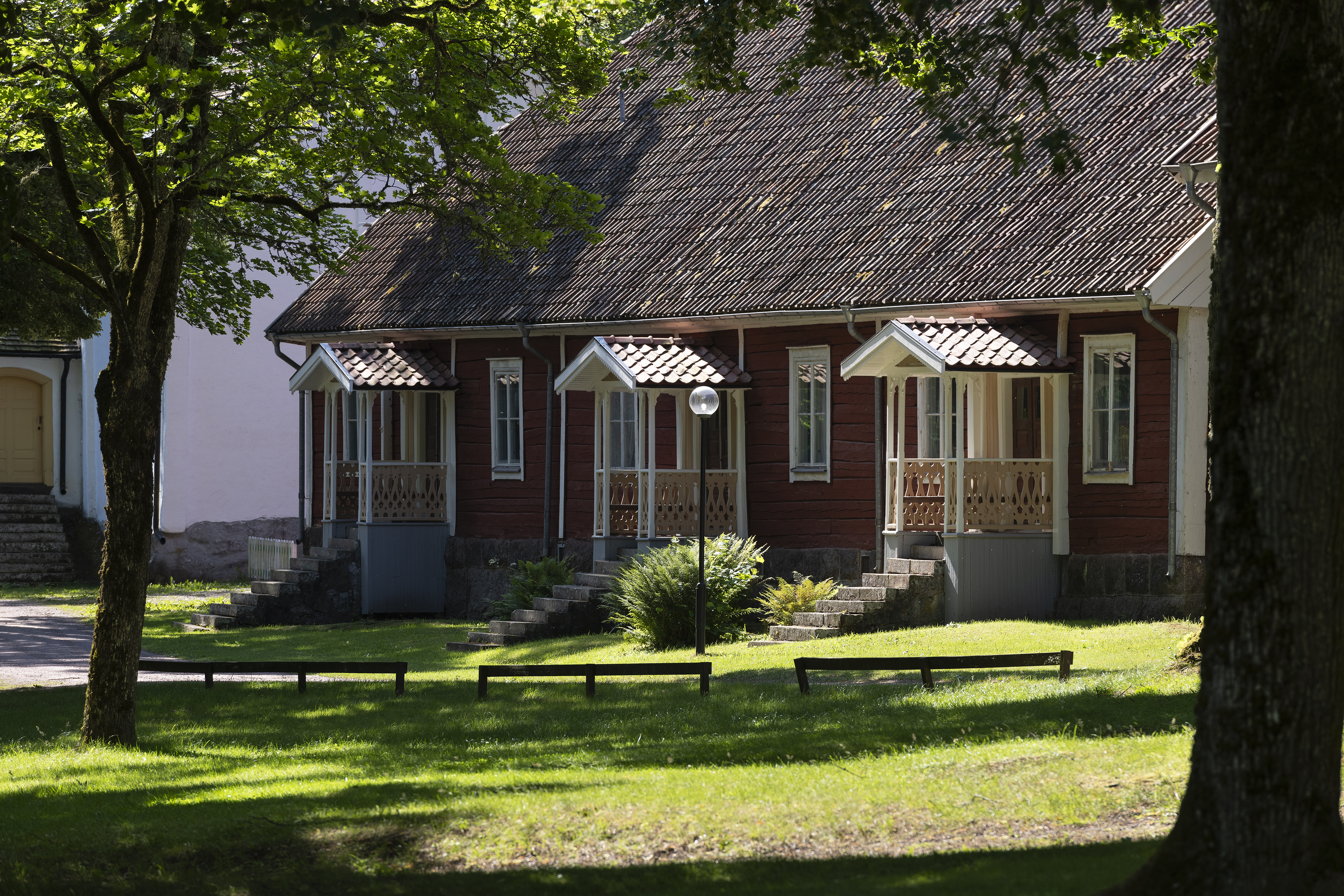
Byggnad på Medevi brunn

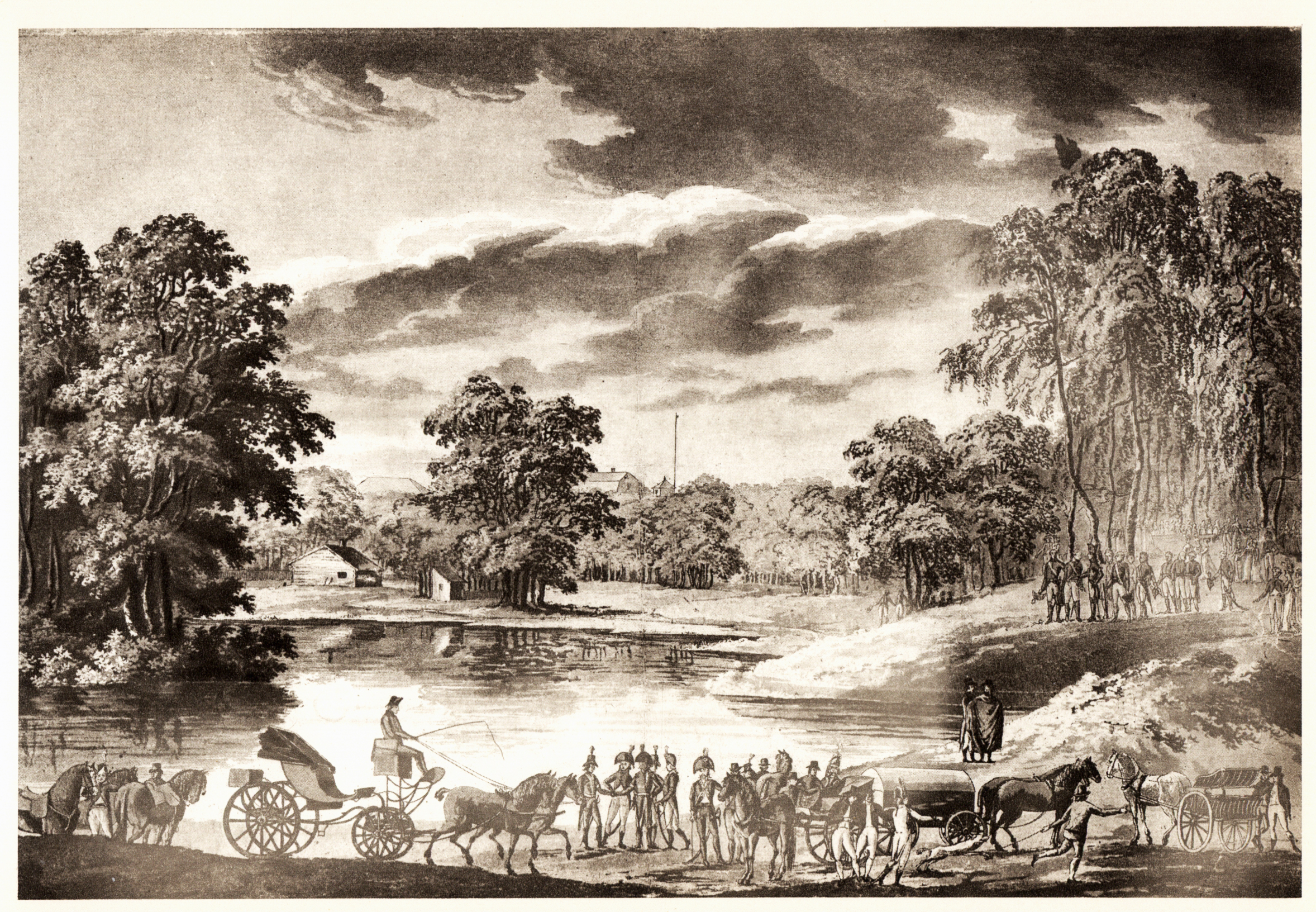
Medevi brunn 1798. »Utsigt af en Lustpark vid Medevi, där H. Maj:t Konung Gustaf IV Adolph under sin Brunnscur 1798 täcktes gifva en gouté åt samtelige Brunsgästerna, den Hans Kongl. Maj.t sjelf bevistade.» Akvatintagravyr av Carl Fredrik Akrell 1803 efter teckning av C. J. Fahlcrantz.

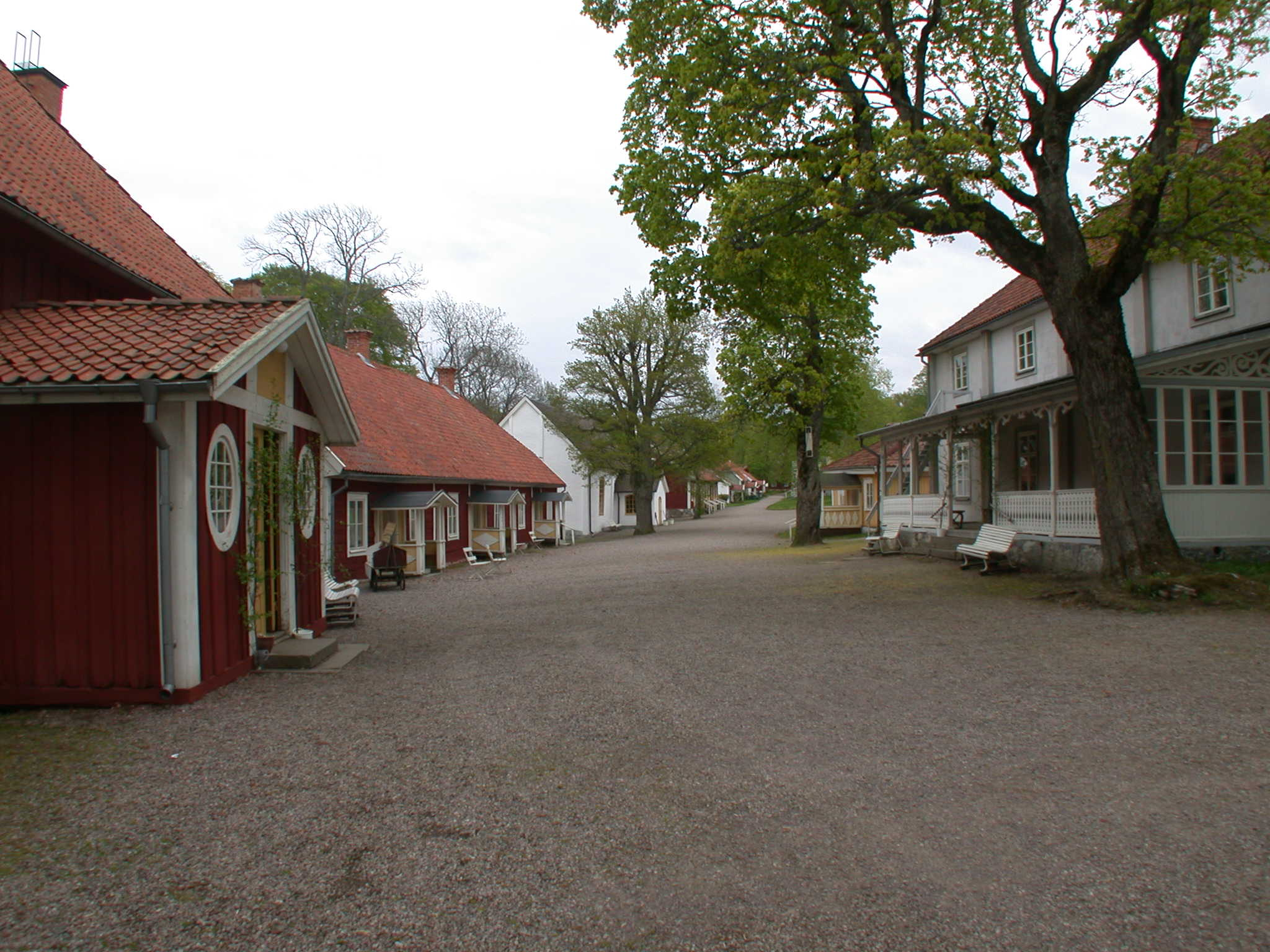
Medevi brunn 2006, den vitputsade kyrkan i fonden.

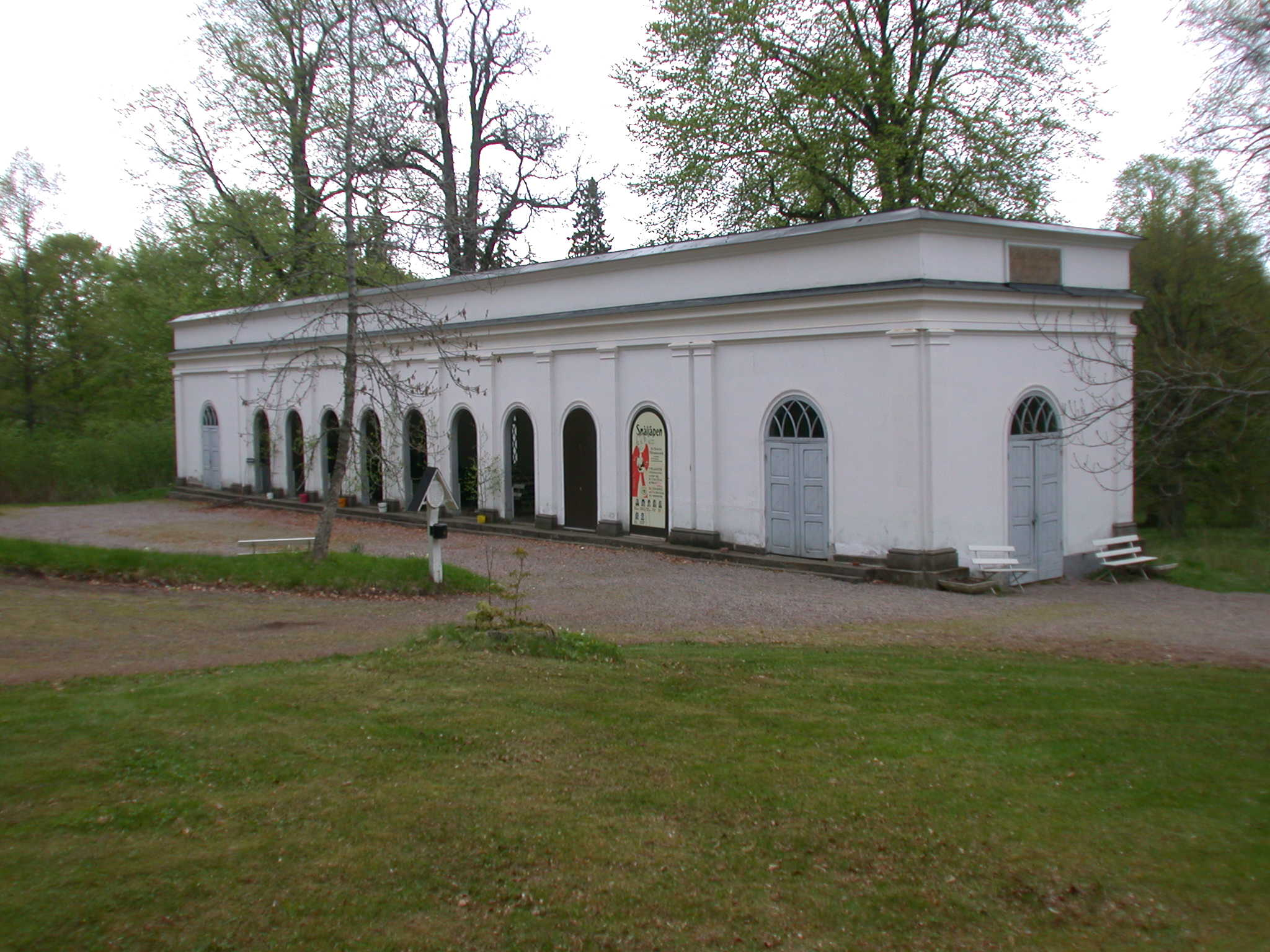
Medevi brunn 2006, Högbrunnen.

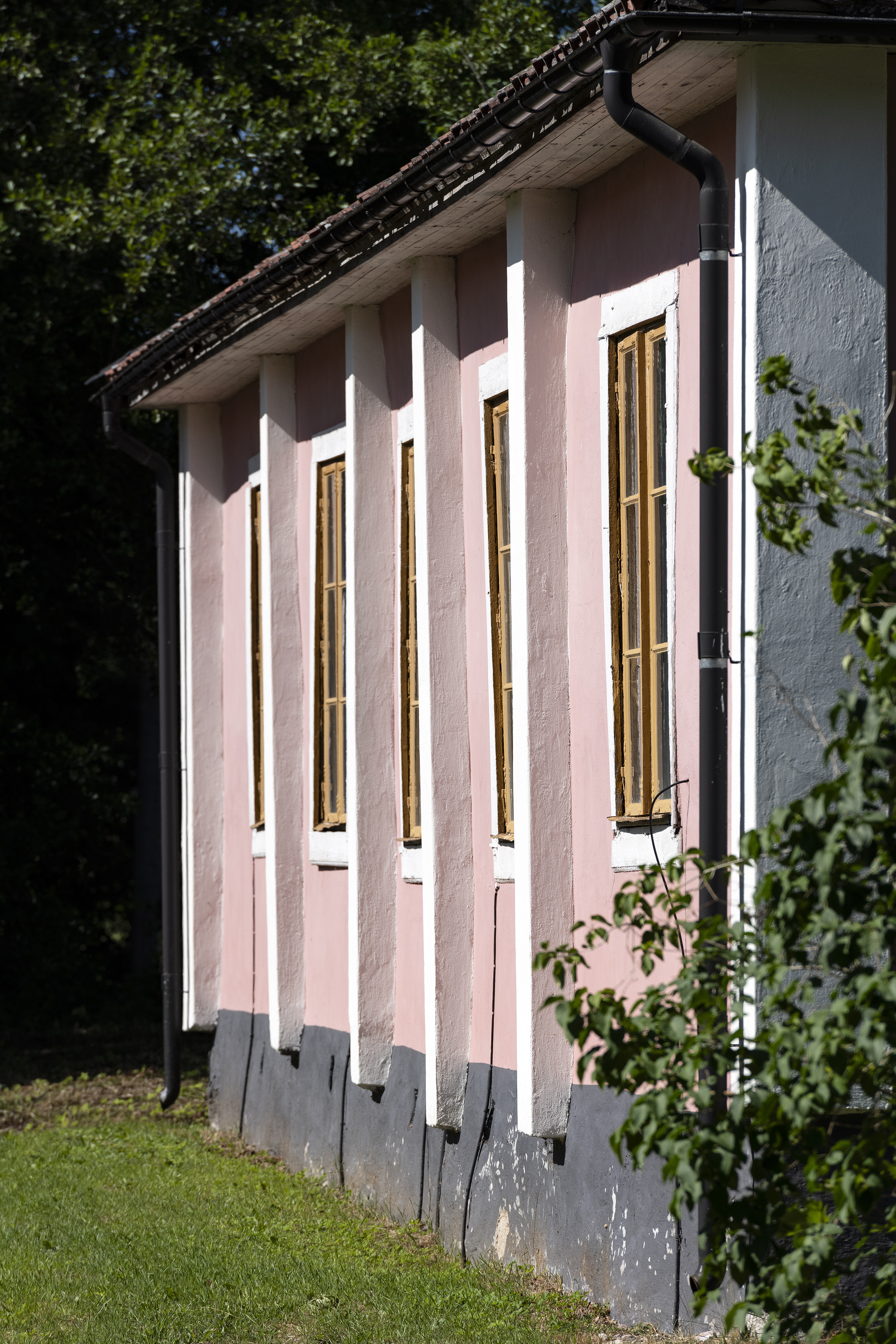
Byggnad på Medevi brunn

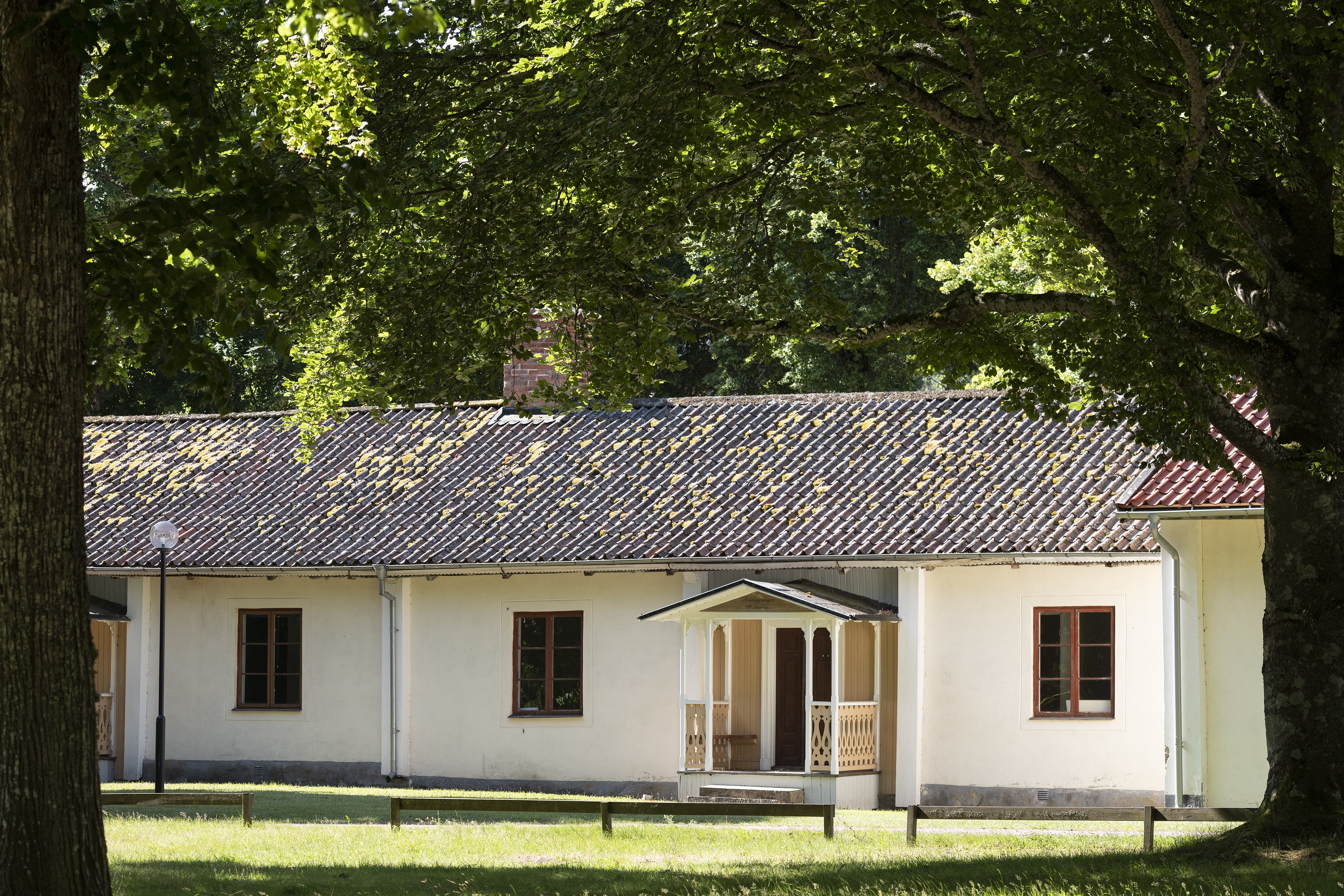
Byggnad på Medevi brunn

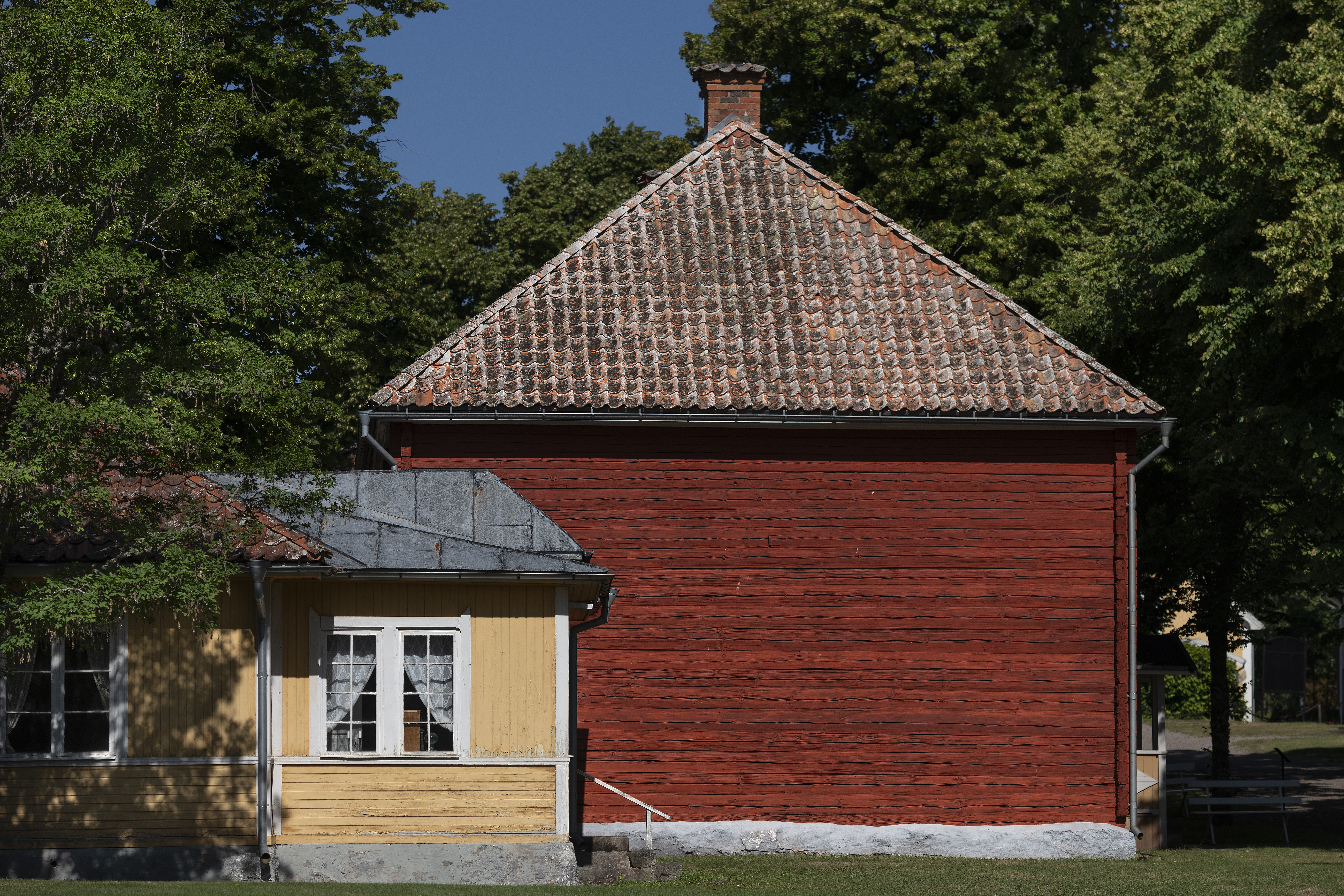
Byggnad på Medevi brunn

Medevi brunn i Västra Ny socken, Motala kommun, Östergötland, är Sveriges äldsta brunnsort. Medevi brunn ligger cirka 15 kilometer norr om Motala.

## Historik
Brunnsverksamheten grundades av Urban Hjärne och friherre Gustaf Soop 1678. Hjärne besökte platsen året innan och fann att källan innehöll hälsobringande vatten och var en riktig surbrunn (äldre benämning på hälsokälla med starkt kolsyrehaltigt vatten) av samma slag som andra berömda källor i utlandet. Soop var ägare till Medevi gård och därmed markägare.
Soop hade besökt brunnar utomlands och var intresserad av att hitta en surbrunn. Han tog därför vattenprov och skickade två flaskor till Hiärne. Hiärne analyserade vattnet och det visade sig motsvara kraven på en surbrunn. Upptäckten väckte intresse inte bara hos Soop utan även hos det kungliga rådet greve Gustaf Oxenstierna. En delegation där Oxenstierna och Hiärne ingick anlände till Medevi och en vattenanalys gjordes den 25 juli 1678. Hiärne kunde sedan fastslå att
| ”                    | det inte rörde sig om något gement eller ofullkomligt vatten utan var en rätt martialisk [järnhaltig] surbrunn med samma innehåll som andra berömda källor, de mest äro i rop | „ |
| – Urban Hiärne, 1678 | |   |

Änkedrottningen besökte Medevi i juli 1679, ytterligare besök finns dokumenterade 1687 och 1688.
Möjligen var källan redan före Hjärnes tid var källan känd för sitt undergörande vatten. Vadstena kloster blev 1383 ägare till källan. Påven Leo X lät flytta Katarina Ulfsdotters helgondag till 25 juni, vilket möjligen hade att göra med att man ville knyta henne till de källfester som dokumenterats på vid andra källor i Linköpings stift och möjligen kan ha förekommit även här.
Medevi fick tidigt kunglig status, då änkedrottning Hedvig Eleonora av Holstein-Gottorp kurerade sig här redan 1679. En rad kungligheter har efter henne druckit av vattnet, däribland Karl XI, Gustav III, Karl XV och Carl XVI Gustaf. 
I Sverige fanns i mitten av 1700-talet ungefär 300 surbrunnar, de flesta dock ganska obetydliga.
Vid brunnsapoteket var Jöns Jakob Berzelius praktikant vid sekelskiftet 1800. I apoteksmuseet står dennes elektricitetsmaskin från 1799 bevarad.
Medevi brunn användes som flyktingläger för flyktingar från de baltiska staterna under andra världskriget.

## Idag
Brunnsmiljön med dess många bevarade byggnader – bland annat Högbrunnen från år 1809 – hör idag till våra mest betydande medicinalhistoriska monument. Bland övriga byggnader kan nämnas Stora brunnssalongen, brunnskyrkan, badhuset och Medevi Lasarett. De flesta byggnaderna är byggnadsminnesförklarade.
Under sommarsäsongen ges dagliga konserter (utom måndagar) av Medevi Brunnsorkester som är en traditionell svensk mässingssextett. All musik framförs på originalinstrument som är från tiden kring förra sekelskiftet. Denna brunnsmusik kompletteras också med den så kallade grötlunken, där alla är välkomna att deltaga att i lugn takt vandra efter den marscherande orkestern på Stora gången. Grötlunken har anor från 1870-talet och har fått sitt namn efter den gröt med katrinplommon som brunnsgästerna åt på kvällen. Efter måltiden ställde man upp sig på Stora gången för att "gå ner" gröten i magen till marschmusik. På den tiden gick man en längre sträcka på ett par kilometer och för att känna traditionens vingslag går "den långa" grötlunken av stapeln en gång varje sommar. För dem som vill komma i riktig stämning serveras kornmjölsgröt med katrinplommon som kvällsmål.
Medevi ägs av Medevi Brunn AB. Flera byggnader hyrs ut som sommarstugor, men åretruntboende finns även. Här finns hotell, vandrarhem, värdshus, schweizeri och en rad museer, däribland Apoteksmuseet och Lasarettsmuseet. Under sommarmånaderna juni och juli bedrivs konfirmationsläger på Medevi Brunn, då konfirmander från Stockholmsområdet kommer för att fördjupa sin gudstro. Medevi är även sista depån i cykelloppet Vätternrundan.